# 김현정 (가수)
김현정(한국 한자: 金炫廷, 1976년 4월 4일 ~ )은 대한민국의 가수다.

## 활동
1997년 《그녀와의 이별》로 데뷔한 그녀는 매년 한 장씩 음반을 내며 수십만 장씩 팔아치웠다. '되돌아온 이별'(2집), '멍'(3집), '떠난 너'(4집), '단칼'(5집), '끝이라면'(6집) 등 히트곡을 줄줄이 쏟아냈다. 고음에서 시원하게 내지르는 샤우팅 창법을 '김현정 창법'이라고도 했다. 2004년 발표한 7집 <비형 남자> 때부터 신생 소속사와 손잡으며 스스로 한 차례 심리적인 변화를 겪었다.
 김현정은 1998년부터 2000년까지 여자솔로가수 중 가장 많은 음반판매량과 1위곡을 배출했다.
1995년 연예기획사에서 주최하는 오디션에 합격하여 2년간의 음반 녹음과 연습을 거쳐 1997년 1집 Legend 타이틀곡 <그녀와의 이별> 발매와 함께 4월 8일 KMTV "쇼! 뮤직탱크"를 통해 데뷔했지만 소속사의 사정으로 공중파 음악프로 1회,케이블 음악프로 1회 출연으로 소리소문이 사라져야만 했다.
1998년 나이트클럽, 노점상, 길거리에 <그녀와의 이별>이 서서히 인기를 얻으면서 노래가 전국적으로 퍼져나갔다. 라디오방송까지 전파를 탄 <그녀와의 이별>은 전국적으로 인기를 얻기 시작했고 그렇게 김현정은 1년 6개월의 무명시절을 보낸 후 "레볼루션 넘버나인"이라는 기획사에 김경남 사장 (2015년 한국음반산업협회 회장)으로부터 픽업되어 6월 4일 다시 데뷔하게 된다. <MBC 10시 임성훈입니다>가 서울지역 10대 청소년 1천명을 대상으로 연예인 선호도를 조사한 결과 여자가수중 김현정이 1위로 나타났다. 김현정을 좋아하는 이유로 뛰어난 가창력(48.6%)이 가장 컸다. 그렇게 김현정은 1집 <그녀와의 이별>, <혼자한 사랑>으로 정상의 인기를 구가하며, <한국갤럽>이 전국의 14세 이상 국민 2천5백여명을 대상으로 실시한 `98년 상반기 10대 가수/가요' 선호도조사 결과에서 가장 좋아하는 가수로 2위를 차지하였고, 국민들이 가장 좋아하는 대중가요로 <그녀와의 이별>이 1위로 뽑혔으며,

그 해 연말 각종 가요시상식에서 대상후보까지 올랐으며 신인가수상, 인기가수상과 함께 제13회 대한민국 영상 음반 대상 골든디스크 시상식에서 본상을 수상하였다. 이 당시 김현정이 입사한 레볼루션 넘버나인은 현재의 쏘스뮤직처럼 간판 가수가 단 하나뿐인 소형 기획사였지만 그 단 하나뿐인 간판 가수가 전국적인 인기를 차지하는 정상급 가수인 기획사였다.
1999년 2집 <되돌아온 이별>을 발표한 김현정은 각종 가요프로 1위석권과 함께 제6회 대한민국 연예예술대상에서 '청소년 가요가수상'을 수상하였으며, 후속곡 <실루엣>, <자유선언>까지 인기를 끌면서 활발한 활동을 펼쳤다. 한국영상음반협회가 집계한 상반기 음반판매량에서 그녀의 2집이 판매량 2위를 기록하였으며, 후속곡 <실루엣>, <자유선언>까지 인기몰이에 성공하였다. 하지만 방송국으로 가던중 차가 전복되는 교통사고를 당해 잠정 활동을 중단 해야만 했었다. 그 해 연말 2년연속 골든디스크 본상과 더불어 각종 가요시상식에서 본상을 수상하였고, MBC 10대 가수 가요제에선, '음악 프로듀서가 뽑은 인기가수상'을 수상하였다.

1999년 10월 MBC FM <정오의 희망곡>의 라디오 DJ를 맡고, 2000년 <정오의 희망곡 김현정 입니다>가 청취율 1위를 기록, 라디오 DJ부문 최우수상까지 수상한 바 있으며 2001년 라디오 DJ자리에서 물러났다.
2000년 여름에 발표한 3집 <멍>으로 다시 한번 정상에 올랐고, "다 돌려놔"라는 유행어를 만들어냈다. 후속곡 <너 정말>까지 정상에 올려놓는데 이어 발라드 곡인 <거짓말처럼>으로도 인기몰이를 하는데 성공하였다. 김현정은 인터뷰 기사에서 팬들에게 한없이 감사드리고, 지난해 교통사고 이후 회복할 수 있도록 항상 걱정해주시고 지켜봐주셔서 감사하다고 전했다. 김현정은 이 후 대구공연을 마치고 서울로 올라오던 중 또 한번의 교통사고를 당해 주위를 안타깝게 하였다. 그리고 연말 각종 가요시상식에서 본상수상과 함께 제 15회 대한민국 영상음반 대상 골든 디스크 부분에서 본상을 3년연속 수상하였다.
2001년 발표한 4집에서 그녀는 음악적 변신을 시도하였다. 타이틀곡 <떠난 너>는 뉴에이지풍으로 장중하게 이어지는데 보컬은 늘어지는 타령조로 작사는 김현정이 직접했으며 “토속적인 느낌과 현대적 감각을 결합했다"고 밝혔으며, “음악인으로 살아남을 것인가, 스타로 짧은 수명을 마칠 것인가 분기점에 섰다는 느낌이 들어요． 뭔가 모험을 해야한다면 지금이 적당한 때겠죠． 잘됐으면 좋겠지만 초조하진 않으려고 해요． 길게 보면 한번의 실패는 큰 게 아니거든요”라고 밝혔다. 소아암환자를 위한 자선 공연을 가진 데 이어 수술비 2,000만원을 기부하여 화제를 모으기도 했다. 얼마 후 김현정은 MBC '목표달성! 토요일'의 '스타 서바이벌 동거동락'를 녹화하던 중 1.5m 높이에서 떨어지며 목이 골절되는 사고를 당해 잠시 음반활동을 중단하였다. 2001 '대한민국 연예예술대상'시상식에서 김현정은 '신세대가요가수상'을 수상하였다. 후속곡 <놔>로도 인기를 얻었으며, 팬서비스 후속곡 <Shining Stat>로 연말까지 활발한 활동을 한 김현정은 그해 연말 각종 가요시상식에서 본상과 여자솔로가수상을 수상하였다. 이어 2001년 지난 10년간의 한국 대중가요를 분석한 결과 1위를 가장 많이 한 가수로 1위 신승훈 33번, 2위 김건모 27번, 3위 김현정 17번으로 조사되었다. .
2001년 김현정은 "에이미 킴"이라는 이름으로 대만과 홍콩 공략에 나서 일본가수 하마사키 아유미에 이어 아시아권 가수로는 두 번째로 타임지 아시아판을 장식하는등 30개가 넘는 매체와의 인터뷰를 통해 중국어로 부른 정규음반을 발표 20만장이 넘는 판매량을 기록하였으며 3집 후속곡 <거짓말처럼>을 중국어로 부른 <Forever>가 큰 인기를 얻어 홍콩 가요차트에서 1위를 차지, 그리고 대만에서 펼쳐진 유덕화 콘서트에 게스트로 서는가 하면 대만 최고 권위의 영화제 금종장 시상식에 한국 연예인 대표로 참가해 대만과 홍콩에 큰 인기몰이를 하였다.
2002년 4년간 함께한 기획사 "레볼루션 넘버나인"과 이별을 하고, "퓨어 엔터테인먼트" 임용수 사장과 전속계약을 하였고, 그해 여름 5집 <단칼>을 발표한 그녀는 다시 댄스음악으로 돌아와 가요차트 정상에 올랐다. 무대에 내려오던 중 허리부상을 당해 잠시 활동을 중단했었고, 후속곡 <현장>으로 잠시 활동, 각종 연말 가요시상식에서 본상을 수상하였다.
2003년 여름 6집 <끝이라면>으로 컴백하였다. 노래반주기 제조업체인 태진미디어는 인터넷 기반 반주기인 질러넷의 8월 한달간 전국 노래방의 인기순위에서 <끝이라면>이 10위를 차지하였다고 밝혔다. <멍>은 79위를 기록. 후속곡 <그놈의 결혼식>으로 잠시 활동하였다.
2004년 신생 기획사인 "힘 엔터테인먼트"로 기획사를 옮겨 그해 가을에 발표한 7집에선 트레이드 마크였던 긴 머리를 싹뚝 잘라내고, 롱다리를 받쳐주던 짧은 치마 대신 세미 힙합 바지를 택했고, 음악도 달라졌다. 댄스 대신 소울을 노래하며, 지난 6년간을 대중들이 원하는 가수로 살았습니다. 이제부터는 제 자신이 원하는 음악으로 사랑 받고 싶어요.라고 밝혔다.
 그리고 7집 수록곡 <Like a Virgin>이 KBS 방송불가 판정을 받았다. 이에 대해 소속사는 “노랫말 일부도 아니고 제목 자체를 바꾼다는 건 쉽지 않은 일이라 KBS의 판정을 그대로 받아들이고 이 곡에 대해선 방송 프로모션을 할 계획이 없다”고 말했다.
7집을 전체 프로듀싱한 김현정은 인터뷰에서 "그간의 히트 댄스곡은 이젠 `추억 속의 댄스`일 뿐이에요. 지금 트렌드와는 맞지 않은 부분이죠. 어떤 분들이 변화하는 게 두렵지 않았느냐고 물으시는데, 왜 안 두렵겠어요. 다만 발전을 위한 변화는 필요한 것이고, 이 음반은 이제 다른 발전의 변화를 모색하는 계기가 됐다는 점에서 자부심을 느껴요." 라고 밝혔다.
타이틀곡 <비형남자>로 화제를 모은 김현정은 혈액형 B형인 남성들로부터 노래가 B형을 나쁜 방향으로 매도하고 있다는 비판이 쏟아지자 자신의 공식홈페이지 사과문을 올렸으며, <비형남자>는 MBC라디오 방송횟수 1위에 올랐으며, SBS라디오 주간 방송횟수에서도 1위를 차지했고, 여러 음악 사이트와 벨소리 다운로드 부분에서도 상위에 오르며 인기를 끌었으며,'혈액형 성격'이라는 제목으로 'MBC 뉴스데스크'에까지 등장하였다. 김현정은 <비형남자>를 위해 무료콘서트를 열었으며, 후속곡 <태양에너지>로 활동 후 앨범활동을 마감하였다.
2005년 여름 <댄스 리메이크> 음반을 가지고 컴백하였다. 그녀는 4집 앨범 타이틀곡 <떠난 너>와 같은 실험적인 음악을 선보였을 때는“왜 김현정 답지 않는 노래를 부르려 하느냐”는 비판도 받았으며, 그에 대해 "그런 비판에 흔들려서 제가 하고 싶은 음악을 못하진 않을 거에요. 저에겐 그 장르를 소화해 본 것이 음악적으로 좋은 경험이었어요"라고 밝혔다. 트리플 타이틀곡 <펑키타운>, <아파요>, <번뇌>로 큰 인기를 끌면서, 편의점 '바이더웨이'에서 김현정의 이름을 딴 '현정이 샌드위치'를 출시 하였으며, 웰빙형 샌드위치를 개발하는 과정에서 김현정의 건강미와 섹시한 롱다리 이미지가 제품 컨셉과 맞아 떨어져 이 같은 아이디어를 얻었다고 설명했다. 2005년 중국 장쑤성 오시시 라디오 방송에서 열린 '제11회 중국 유행가요 연두 시상식'에서 한국 가수로는 처음으로 '외국인 댄스부문'에서 최우수상을 받았다.
김현정은 아시아 전역으로 방송되는 홍콩의 음악채널 V가 2005년 여름 한국 가요계를 대표하는 가수로 선정하였으며,
같은해 김현정은 미국 시애틀에서 단독 콘서트를 개최하였다. 김현정의 미국행은 시애틀 여성 교민단체가 한국을 대표하는 여자 가수로 공식 초청하면서 이루어졌다고 밝혔다.
2006년 댄스스페셜 <굳세어라 현정아>를 발표한 김현정은 새앨범에 대한 부담감으로 위궤양, 식도 등에 이상이 와 치료를 받으며, 한동한 뮤직비디오로만 앨범 활동을 하였다. 김현정은 "내가 가장 잘하는 것은 역시 댄스이고 대중도 그걸 원할 것 같다"고 밝혔다. 타이틀곡 <굳세어라 현정아>은 뒤늦게 활동을 시작하였고 후속곡 <더 잘해봐>로 연말까지 활발한 활동을 펼쳤다.
2007년 김현정은 현대홈쇼핑을 통해 청바지 브랜드 <에이미 러브스 진>을 런칭 방송 40분만에 매진을 시키며 사업가로서 성공적인 변신을 하였다. <에이미 러브스 진>은 패턴부터 로고,상표까지 모두 자체 개발한 브랜드로 에이미라는 약자는 김현정의 예명으로 "청바지를 사랑하는 김현정"이라는 의미가 담겨져 있다고 하였다. 현대홈쇼핑 측은 "생방송 중 다른 경쟁사와 두 배 이상 가량의 매출 차이가 났다고 밝혔다.
같은 해 김현정은 청바지 브랜드 <에이미 러브스 진>에 이어 애견 쇼핑몰 <에이미 러브스 펫> 사업을 시작하였다.

2008년 김현정은 정규음반 8집 <살짝쿵>을 발표, 활동 중 인터뷰에서 "직장일로 힘들고 지칠 때, 노래방에 가서 부르면 기분 좋아지는 신나는 음악을 앞으로도 계속하고 싶다"고 밝혔다.
 <살짝쿵>에 이어 후속곡 <사랑해 그리고 미안해>로 활동하였다.
2009년 김현정은 <모바일 스타화보>와 함께 디지털 싱글 <골드미스가 간다>를 발표하였다.
2010년 김현정은 2007년 연예인 최초로 <에이미 러브스 펫>이라는 애견용품 브랜드 사업을 시작하여 현재까지 나날이 번창 2008년부터 러시아, 미국, 일본 등에 수출을 시작한 후 국내 400여 동물병원에도 납품하며 사업 규모를 확장해 온 김현정은 2010년 3월 이마트와 롯데마트에 입점 계약을 체결했다고 밝혔다. 김현정은 펫산업협회 홍보대사로 임명되며 다양한 활동을 펼치고 있다.

2011년 4년간의 애견사업을 접고 가수로서 활동을 시작, 디지털 싱글 <1분 1초>를 발표하며 가수로서 2년 6개월의 공백을 깨고 컴백했으며, 인터뷰에서 실패와 성공을 모두 경험했고 열심히 활동하다가 잠시 나태해진 적도 있다고 고백, 앨범을 내고 활동하는 것만으로도 벅차다고 말하며, 앞으로 패티 김 선배님과 같은 가수가 되고싶다고 밝혔다.

그리고 컴백과 동시에 파격적인 스타일과 삼각김밥머리로 많은 시선을 사로 잡았다.

김현정 공백기 동안 재즈댄스 학원을 다녔고, 이후 발레와 라틴댄스 학원 저녁에는 피아노를 배우고 틈틈이 판소리를 익히고 액션스쿨도 다녔다고 밝혔다.

과거 전성기시절 하루 최대 24개의 스케줄까지 소화했었다고 밝혀 놀라움을 자아냈다. <1분 1초>로 각종 가요차트와 벨소리 컬러링 차트에서 탑텐까지 진입하며 인기를 얻었고, 이후 창작 뮤지컬 <드림헤어> 주인공으로 캐스팅 되어 세계적 톱모델 로즈 역을 맡아 남자주인공 김영호와 운명의 장난으로 엇갈리는 안타까운 사랑을 연기해 화제를 모았다.

2012년 가수 노블레스 정규 6집 수록곡 'Liar'에 피쳐링으로 참여했으며, KBS1 대하드라마 《대왕의 꿈》에서 김춘추역인 최수종에 대항하는 적장의 호위무사 역할을 맡아 촬영중이며, 이를 위해 승마를 배워 왔고, 검술과 창술 등의 액션 연습도 꾸준히 해 왔다고 밝혔다.
 김현정은 승만왕후(이영아 분)의 검은 계략을 수행하는 오른팔 묘랑 역으로 11회부터 첫등장하였다. 김현정의 첫등장으로 전 회차보다 1.8% 상승된 전국 시청률 13.1%를 기록, 연기 호평을 받았다.
2012년 김현정은 예전에 홍콩과 대만에서 활발히 활동할 때 배우 성룡과 같은 기획사에 있었다고 밝혔다.
2013년 1월까지 KBS1 대하드라마 《대왕의 꿈》에 출연하였고, 2년만에 예능 프로그램 <비틀즈코드2>에 출연하며, 일명 '벤자민 외모'로 화제를 모았다. 7월부터 <청춘 나이트 콘서트 시즌2>에 합류하여 올림픽 체조 경기장에서 열린 서울공연에서 4곡의 공연에도 허리 벨트에 포인트를 주거나 치마에 달린 레이스 장식을 제거하는 등 비쥬얼에도 신경을 쓰는 모습을 보여주며 시원시원한 가창력과 무대를 선보였다. 이후 김현정은 12월까지 <청춘 나이트 콘서트 시즌2> 전국투어 공연을 펼쳤다.
2014년 새음반 준비에 한창이며, 7월에 열리는 2014 썸머 밤사파티에 출연하였고, 11월에는 MBC 무한도전 특별기획전 토요일 토요일은 가수다에 출연하여 큰 화제를 모았는데 변함없는 가창력을 과시하여 과거 히트곡이 음원차트 역주행으로까지 이어졌다.
2015년 2월에는 발라드 싱글 <빈말>을 발표하였고, 5월엔 댄스 싱글 <작살>을 발매하였다. 6월에는 데뷔 18주년 기념음반 <Together Forever 18>을 발매하였는데 김현정이 음반 전체 프로듀싱과 타이틀곡 <Attention>을 작사,작곡,편곡까지 하였다. 이 음반으로 각종 라디오 프로와 예능 프로에서 활발한 활동을 펼쳤는데, 잊혀졌다는 생각에 가수를 그만두고 은퇴하고 싶다는 생각을 한 적도 있다고 밝히면서 자신의 심경을 토로했다. 김현정은 "지금까지 그래왔던 것처럼 앞으로도 자신을 기억해주고 사랑해주는 팬들과 꾸준히 소통하는 게 목표"라고 밝혔다.
2016년 김현정은 컴백을 위해 새앨범 준비와 함께 각종 예능 음악프로그램에서 섭외를 받았지만 건강상태 악화로 인하여 컴백을 미루고 건강회복 중이라 밝혔다. 이 후 필리핀 "코리안 레전드 콘서트"에 참여하여 공연을 펼쳤으며, 10월 8일 서울 잠시 학생체육관에서 열린 "오렌지카드 패밀리 콘서트"에 참여하여 자신의 히트곡을 불렀다.
2017년 김순옥 작가의 드라마인 SBS 《언니는 살아있다》 OST와 막돼먹은 영애씨 16 OST에 참여했으며, 2018년에는 MBN 비행소녀에 비혼주의 멤버로 출연하는가 하면, 뮤직뱅크 20주년 특집방송에 출연하여 후배가수 마마무의 멤버 솔라와 함께 <그녀와의 이별>을 가창했다. 2019년 《불후의명곡》, 《열린음악회》 등 음악프로그램 출연과 방송외 공연으로 활동을 펼쳤다. 2020년 캐릭터 홀맨 광고에 출연 및 <톡까고 말할래> 앨범을 발매했다.

## 기타
- 여자로서는 체격이 상당히 크며 매우 용맹한 성격인 데다가 오랜 스턴트 훈련으로 인해 무술 실력이 매우 뛰어나다.

## 발매 음반
- (1998년) 1집 - Legend
- (1999년) 2집 - A Seagull Of Dream
- (2000년) 3집 - The 3rd Eye
- (2000년) Best of Best 1020 MIX
- (2000년) All about VCD
- (2001년) 해외음반 Amy Kim-Forever
- (2001년) 4집 - Wild Beauty
- (2002년) 5집 - Diet
- (2003년) 6집 - Hit For Six
- (2004년) 7집 - I Love Soul
- (2005년) 댄스 리메이크 - Fun Town 20
- (2006년) 댄스 스페셜 - Dance with Hyun Jung
- (2008년) 8집 - In And Out
- (2009년) 디지털 싱글 - 골드 미스가 간다
- (2011년) 디지털 싱글 - 1 Minute 1 Second
- (2015년) 디지털 싱글 - 빈말
- (2015년) 디지털 싱글 - 작살
- (2015년) 미니앨범 - Together Forever 18
- (2020년) 홀맨&김현정 디지털 싱글 - 톡까고 말할래

## OST
영화
- (1999년) 용가리 O.S.T
- (2003년) 프로젝트 X O.S.T

드라마
- (2001년) MBC 수목드라마 네자매 이야기 O.S.T
- (2003년) MBC 정전50주년 특집극 신견우와직녀 O.S.T
- (2004년) SBS 수목드라마 파란만장 미스김 10억 만들기 O.S.T
- (2015년) tvN 일일드라마 울지 않는 새 O.S.T
- (2017년) SBS 주말드라마 언니는 살아있다 O.S.T
- (2017년) tvN 월화드라마 막돼먹은 영애씨 16 O.S.T
- (2022년) KBS 일일드라마 태풍의 신부 O.S.T - 내가 선택한 길
- (2024년) KBS 일일드라마 피도 눈물도 없이 O.S.T - 왜 내가 울어

앨범
- (1998년) 이글파이브 1집
- (1999년) Now N New 지금 다시 하나되어
- (2001년) Happy Christmas Last Christmas
- (2002년) 강성훈 2집
- (2002년) 데자부 1집 The First Energy
- (2003년) 장나라와 친구들
- (2005년) 소울스타 1집
- (2007년) STUTZ(스터츠) MEMORY OF LAST SUMMER [Single]
- (2008년) 북한 어린이 돕기 프로젝트 음반 'Cry With Us'
- (2008년) 신건 Love & Hate Pt.2 - 사랑에 지치다 [Single]
- (2012년) 노블레스 6집 Another Sad Song

## 수상 내역
| 연도   | 수상 목록 |
| ------ | --- |
| 1998년 | - 대한민국 영상음반대상 골든디스크부문 본상 - KBS 가요대상 올해의 가수상 - MBC 10대 가수 가요제 30대 미만이 뽑은 인기가수상 - SBS 가요대전 10대 가수상 - 제9회 서울가요대상 신인가수상 - KMTV 가요대전 솔로부문 최우수 신인가수상 - KMTV 가요대전 인기가수상 - PD 연합회 올해의 베스트 가수 부문 2위 선정 - PD 연합회 올해의 베스트 가요 부문 <그녀와의 이별> 1위 선정 - MBC 10시 임성훈입니다 98년을 빛낸 올해의 인물 <최고의 여가수> 선정 |
| 1999년 | - 대한민국 영상음반대상 본상 - KMTV 가요대전 본상 - MBC 10대 가수 가요제 음악 프로듀서들이 뽑은 올해의 가수상 - KBS 가요대상 청소년 부문 올해의 가수상 - SBS 가요대전 10대 가수상 - 제6회 대한민국 연예예술상 남녀청소년가요부문 수상 |
| 2000년 | - MBC FM4U 정오의 희망곡 김현정 입니다 청취율 1위 - 미스코리아 녹원회 최고의 여가수 선정 - 대한민국 영상음반대상 골든디스크부문 본상 - MBC 연기대상 라디오 DJ부문 여자우수상 - MBC 10대 가수 가요제 30대 미만이 뽑은 10대 가수상 - KBS 가요대상 올해의 가수상 - SBS 가요대전 10대 가수상 - 연예정보신문 10대 가수상 - KMTV 가요대전 본상 - N-TV 10대 가수상 - itv 한국 최고 인기 연예대상 10대 가수상 - 백혈병 어린이 돕기 수호천사 감사패  |
| 2001년 | - 대한민국 연예예술대상 신세대가요가수상 - MBC 10대 가수 가요제 30대이상이 뽑은 10대 가수상 - KBS 가요대상 본상 - SBS 가요대전 본상 - 서울가요대상 최연소 공로상 - 엠넷 아시안 뮤직 어워드 여자솔로부문 - KMTV 가요대전 본상 - 한국가수대축제 신세대 가수상 - itv 한국 최고 인기 연예대상 청소년부문 인기 가수상 - 제 35회 가수의 날 최고가수상                                                                                             |
| 2002년 | - KBS 가요대상 본상 - SBS 가요대전 본상 |
| 2004년 | - 중국 유행 가요 연두 시상식 외국인 부문 최우수댄스상 |
| 2005년 | - 우먼즈 넘버 원 한국 대표 여가수 선정 - 홍콩음악채널 [V] 한국 대표 아티스트 선정 |
| 2006년 | - 네티즌 연예대상 9월 MVP 여자가수상 부문 |
| 2013년 | - MBC QueeN 퀸즈어워드 신인배우 부문 |
| 2018년 | - 제2회 KY스타어워즈 노래방애창곡 부문 |

### 지상파 가요 프로그램 1위
| 연도            | 수상 내역 (총 21회) |
| --------------- | --- |
| 1998년 (총 9회) | - 그녀와의 이별 (총 8회) - 8월 9일 SBS 《인기가요》 1위 - 8월 11일 KBS 《뮤직뱅크》 MVP - 8월 15일 MBC 《음악캠프》 1위 - 8월 16일 SBS 《인기가요》 1위 (2주 연속) - 8월 22일 MBC 《음악캠프》 1위 (2주 연속) - 8월 25일 KBS 《뮤직뱅크》 MVP (통산 2주) - 8월 29일 MBC 《음악캠프》 1위 (3주 연속) - 12월 29일 KBS 《뮤직뱅크》송년결산 PC통신집계 그녀와의 이별 1위 - 혼자한 사랑 (총 1회) - 9월 1일 KBS 《뮤직뱅크》 MVP |
| 1999년 (총 4회) | - 되돌아온 이별 (총 4회) - 3월 23일 KBS 《뮤직뱅크》 MVP - 3월 30일 KBS 《뮤직뱅크》 MVP (2주 연속) - 4월 11일 SBS 《인기가요》 1위 - 4월 18일 SBS 《인기가요》 1위 (2주 연속) |
| 2000년 (총 5회) | - 멍 (총 4회) - 7월 2일 SBS 《인기가요》 1위 - 7월 4일 KBS 《뮤직뱅크》 1위 - 7월 11일 KBS 《뮤직뱅크》 1위 (2주 연속) - 7월 15일 MBC 《음악캠프》 1위 - 너 정말 (총 1회) - 8월 29일 KBS 《뮤직뱅크》 1위 |
| 2001년 (총 1회) | - 떠난 너 (총 1회) - 9월 15일 MBC 《음악캠프》 1위 (아시아를 하나로 중계방송으로 인한 결방/자막 처리) |
| 2002년 (총 2회) | - 단칼 (총 2회) - 9월 15일 SBS 《인기가요》 JTV 전주방송 인기차트 1위 - 9월 29일 SBS 《인기가요》 1위 |

### 케이블 가요 프로그램 1위
| 연도             | 수상 내역 (총 45회) |
| ---------------- | --- |
| 1998년 (총 17회) | - 그녀와의 이별 (총 12회) - 7월 25일 m.net 《가요베스트 27》 1위 - 8월 1일 m.net 《가요베스트 27》 1위 (2주 연속) - 8월 1일 KMTV 《쇼! 뮤직탱크》1위 - 8월 8일 KMTV 《쇼! 뮤직탱크》1위 (2주 연속) - 8월 15일 KMTV 《쇼! 뮤직탱크》1위 (3주 연속) - 8월 22일 KMTV 《쇼! 뮤직탱크》1위 (4주 연속) - 8월 29일 KMTV 《쇼! 뮤직탱크》1위 (5주 연속) - 12월 25일 KMTV 《결정 인기가요 43》월별 최고인기가요 그녀와의 이별 1위 (5주 연속) - 혼자한 사랑 (총 5회) - 9월 12일 KMTV 《쇼! 뮤직탱크》1위 - 9월 19일 KMTV 《쇼! 뮤직탱크》1위 (2주 연속) - 9월 19일 m.net 《가요베스트 27》 1위 - 9월 26일 m.net 《가요베스트 27》 1위 (2주 연속) - 10월 3일 m.net 《가요베스트 27》 1위 (3주 연속) |
| 1999년 (총 11회) | - 되돌아온 이별 (총 10회) - 3월 13일 KMTV 《쇼! 뮤직탱크》1위 - 3월 20일 KMTV 《쇼! 뮤직탱크》1위 (2주 연속) - 3월 26일 KMTV 《결정 인기가요 43》1위 - 3월 27일 KMTV 《쇼! 뮤직탱크》1위 (3주 연속) - 4월 2일 KMTV 《결정 인기가요 43》1위 (2주 연속) - 4월 3일 KMTV 《쇼! 뮤직탱크》1위 (4주 연속) - 4월 9일 KMTV 《결정 인기가요 43》1위 (3주 연속) - 4월 10일 KMTV 《쇼! 뮤직탱크》1위 (5주 연속) - 4월 16일 KMTV 《결정 인기가요 43》1위 (4주 연속) - 4월 23일 KMTV 《결정 인기가요 43》 1위 (5주 연속) - 실루엣 (총 1회) - 6월 26일 KMTV 《쇼! 뮤직탱크》1위 |
| 2000년 (총 10회) | - 멍 (총 7회) - 6월 25일 m.net 《가요베스트 27》 1위 - 6월 30일 KMTV 《쇼! 뮤직탱크》1위 - 7월 2일 m.net 《가요베스트 27》 1위 (2주 연속) - 7월 7일 KMTV 《쇼! 뮤직탱크》1위 (2주 연속) - 7월 14일 KMTV 《쇼! 뮤직탱크》1위 (3주 연속) - 7월 9일 m.net 《가요베스트 27》 1위 (3주 연속) - 7월 16일 m.net 《가요베스트 27》 1위 (4주 연속) - 너 정말 (총 3회) - 8월 18일 KMTV 《쇼! 뮤직탱크》1위 - 8월 20일 m.net 《가요베스트 27》 1위 - 8월 25일 KMTV 《쇼! 뮤직탱크》1위 (2주 연속) |
| 2001년 (총 4회)  | - 떠난 너 (총 4회) - 9월 1일 KMTV 《쇼! 뮤직탱크》 1위 - 9월 8일 KMTV 《쇼! 뮤직탱크》 1위 (2주 연속) - 9월 15일 KMTV 《쇼! 뮤직탱크》 1위 (3주 연속) - 9월 23일 itv 《Hot3 Big10》 1위 |
| 2002년 (총 2회)  | - 단칼 (총 2회) - 9월 20일 KMTV 《쇼! 뮤직탱크》 1위 - 9월 27일 KMTV 《쇼! 뮤직탱크》 1위 (2주 연속) |
| 2003년 (총 1회)  | - 끝이라면 (총 1회) - 8월 1일 KMTV 《쇼! 뮤직탱크》 1위 |

## 방송
- 1997년 MBC 《MBC 인기가요 BEST 50》
- 1998년, 1999년, 2000년, 2001년 KBS2 《이소라의 프로포즈》 <게스트>
- 1998년 MBC 《생방송 음악캠프》
- 1998년 MBC 청춘시트콤 《남자 셋 여자 셋》 <특별출연>
- 1999년 MBC 《스타다큐》 제91회 <김현정편>
- 1999년 KBS2 《TV는 사랑을 싣고》 <게스트>
- 1999년 SBS 청춘시트콤 《행진》 <대학교 밴드 리드보컬 현정역>
- 1999년, 2000년, 2001년 MBC FM4U 《정오의 희망곡 김현정입니다》 진행
- 2000년, 2001년, 2005년 KBS1 《가족오락관》 <게스트>
- 2000년 푸드채널 《김국진의 골프 클리닉》 <김현정의 초보 탈출>
- 2001년, 2002년, 2003년, 2004년, 2005년, 2006년, 2008년 KBS2 《해피투게더 시즌 2》 <게스트>
- 2001년 MBC 《일요일 일요일 밤에 '사랑의 게릴라 콘서트'》 울릉도편 주인공 / 2000명 동원 성공
- 2001년 KBS2 《슈퍼TV 일요일은 즐거워 '출발! 드림팀'》 <제5대 여자드림팀>
- 2001년 MBC 《목표달성! 토요일 '스타 서바이벌 동거동락'》 <제2기 출연자>
- 2001년 MBC 청춘시트콤 《뉴 논스톱》 <특별출연>
- 2002년, 2003년, 2004년, 2005년, 2006년, 2008년 KBS2 《윤도현의 러브 레터》 <게스트>
- 2004년 MBC 《행복주식회사》<게스트 with, 이정>
- 2005년 MBC 《일요일 일요일 밤에 '행복한 점심 주먹콘'》 <김현정편>
- 2005년 MBC 《안녕, 프란체스카》 <특별출연>
- 2006년 SBS 《일요일이 좋다 X맨》 <게스트>
- 2006년 tvN 《신동엽의 감각제국》 <김현정 편>
- 2008년 MBC 《라디오스타》 <게스트>
- 2008년 OCN 《과거를 묻지 마세요》 <특별출연>
- 2008년 KBS2 《스타 골든벨》 <게스트>
- 2008년 KBS1 《체험 삶의 현장》 <게스트>
- 2008년 SBS 《애자 언니 민자》 <특별출연>
- 2008년 KBS2 《해피선데이 불후의 명곡》 제180회 <45대 선생님>
- 2008년 MBC 드라마넷 《슈퍼스타 공작소》 <보컬트레이닝 선생님>
- 2008년 MBC 《라디오스타》 <게스트>
- 2009년 SBS 《백상예술대상》 제45회 <시상자>
- 2010년 KBS2 《백상예술대상》 제46회 <시상자>
- 2011년 MBC 에브리원 《러브추격자》 <김현정 편>
- 2011년 MBC 에브리원 《아이러브펫》 '스타 펫시터' <김현정 편>
- 2011년 KBS2 《TOP밴드》 <심사위원>
- 2011년 XTM 《라이벌 매치2》 <매니저>
- 2012년 KBS2 《유희열의 스케치북》 <게스트>
- 2012년 M.net 《윤도현의 MUST》 <게스트>
- 2012년 9월 8일 ~ 2013년 6월 9일 KBS1 특별기획 대하드라마 《대왕의 꿈》 <묘랑 역>
- 2013년 KBS1 드라마 《지성이면 감천》 <특별출연>
- 2013년 M.net 《비틀즈 코드 시즌2》 <게스트>
- 2014년 MBC 《무한도전》 토요일 토요일은 가수다 <게스트>
- 2014년 tvN 《현장토크쇼 TAXI》 <게스트>
- 2015년 MBC 《휴먼다큐 사람이 좋다》 <게스트>
- 2015년 MBC 《라디오스타》 <게스트>
- 2016년 SBS 《영주》 <특별출연>
- 2016년 채널A 《개밥 주는 남자》 <특별출연>
- 2016년 MBC 《미스터리 음악쇼 복면가왕》 사랑은 관람차를 타고 <도전자>
- 2016년 MBC 《듀엣가요제》 <게스트>
- 2017년 MBC 《미스터리 음악쇼 복면가왕》 <심사위원>
- 2017년 MBC 에브리원 《비디오스타》 <게스트>
- 2017년 tvN 《인생술집》 <게스트>
- 2018년 MBN 《비행소녀》 <고정 멤버>
- 2019년 KBS2 《불후의명곡》 <전설>
- 2021년 tvN 《코미디빅리그》사이코러스 <특별출연>
- 2021년 TV조선 《사랑의 콜센타》 <게스트>
- 2022년 TV조선 《국가가 부른다》 <게스트>
- 2023년 SBS 《신발 벗고 돌싱포맨》 <게스트>

## 기타 이력
| 연도   | 내역 |
| ------ | --- |
| 1998년 | - 한국 갤럽 전국여론조사 전체 가수 부문 2위 - 한국 갤럽 전국여론조사 여자 가수 부문 1위 - 한국 갤럽 전국여론조사 국민 가요 부문 1위 <그녀와의 이별>                   |
| 1999년 | - 리스 피아르 조사 연구소 상반기 선호도 여자 가수 부문 1위 - 리스 피아르 조사 연구소 하반기 선호도 여자 가수 부문 3위 - 제1기 문화관광부 청소년 사절단                |
| 2000년 | - 리스 피아르 조사 연구소 하반기 선호도 여자 가수 부문 2위 - 제2기 문화관광부 제2기 청소년 사절단 - 제1기 환경부 환경홍보사절                                         |
| 2001년 | - 리스 피아르 조사 연구소 상반기 선호도 여자 가수 부문 4위 - 불법음반 추방 캠페인 홍보 모델 - 2002 한.일월드컵축구대회 안전홍보위원 - 제14회 부산 아시안게임 홍보대사 |
| 2002년 | - 리스 피아르 조사 연구소 하반기 선호도 여자 가수 부문 2위 - 대한민국 테러 방지 홍보대사                                                                              |
| 2003년 | - 리스 피아르 조사 연구소 하반기 선호도 여자 가수 부문 6위 - 슈퍼앨리트모델 명예 홍보대사                                                                             |
| 2005년 | - 리스 피아르 조사 연구소 하반기 선호도 여자 가수 부문 10위 - 제2기 환경부 환경홍보사절 - 호주제 폐지 운동 홍보대사                                                   |
| 2007년 | - 서울국제 펫 엑스포 홍보대사 |
| 2008년 | - 서울국제 펫 엑스포 홍보대사 - 서울 남부지방검찰청 범죄예방 홍보대사                                                                                                 |
| 2010년 | - 한뼘 홍보대사 |
| 2011년 | - 제주 세계7대자연경관 선정 범국민추진위원회 홍보대사 |

## 공연 작품
- 1998년 청소년을 위한 사랑의 콘서트 결식아동돕기 (서울올림픽주경기장)
- 1999년 미국 로스앤젤레스 자선 콘서트
- 1999년 드림 콘서트 우리는 하나 (서울올림픽주경기장)
- 1999년 디지털콘서트 1999 밀레니엄 (서울올림픽주경기장)
- 2000년 청소년을 위한 in Empire Super Concert (서울올림픽주경기장)
- 2000년 드림 콘서트 나의 꿈 나의 미래 (서울올림픽주경기장)
- 2001년 드림 콘서트 비바 코리아 (서울올림픽주경기장)
- 2004년 사랑 나눔 콘서트 (서울올림픽공원 체조경기장)
- 2004년 B형남자들을 위한 무료 콘서트
- 2005년 북한 어린이 돕기 아이러브콘서트 (서울올림픽주경기장)
- 2005년 뉴욕 맨하탄 자선 콘서트
- 2005년 미국 시애틀 단독 콘서트 (새생명 문화센터)
- 2011년 창작 뮤지컬 드림헤어 (세종문화회관 대극장)
- 2013년 청춘 나이트 콘서트 시즌2 전국투어
- 2014년 썸머 밤사파티 (워커힐 호텔)
- 2014년 청춘나이트 콘서트 (연세대학교 대강당)
- 2015년 백투더 나인티스 빅쑈 (올림픽공원 체조경기장)
- 2015년 DJ DOC & 김현정 콘서트 (판타지 스프링스 리조트)[70]
- 2015년 슈퍼콘서트 토요일을 즐겨라 전국투어
- 2016년 슈퍼콘서트 토요일을 즐겨라 (부산 사직실내체육관)
- 2016년 오카패밀리 콘서트 (서울잠실학생체육관)
- 2016년 하이원 드림콘서트 (강원랜드 컨벤션 호텔 컨벤션홀)
- 2017년 청춘 댄스 콘서트 (거제문화예술회관 대공연장)

## 광고 모델
- 1998년 니켄니쯔 의류 지면모델
- 1999년 니켄니쯔 의류 지면모델
- 1999년 헤어광고 비바칼라 (웰라)
- 1999년 여성용품 쏘피 사이드게더 (유니참)
- 2000년 헤어광고 비바칼라 (웰라)
- 2000년 신비로 샤크 (온세통신)
- 2001년 티피코시 의류 지면모델
- 2001년 코니카 필름 (우성필름)
- 2005년 김현정 샌드위치 (바이더웨이)[71]

## 저서 목록
- 2002년 11월 30일 - T.R.Y 1 : Take off Rush Youth
- 2003년 7월 11일 - T.R.Y 2 : Take off Rush Youth
- 2004년 1월 17일 - T.R.Y 3 : Take off Rush Youth

## 작사 작곡 참여
| 연도   | 작사 작곡 참여 |
| ------ | --- |
| 1999년 | - 김현정 2집 <Before And After> 작사,작곡 |
| 2000년 | - 김현정 3집 <What is it> 작사,작곡 |
| 2001년 | - 김현정 4집 <떠난 너> 작사 - 김현정 4집 <괜찮아> 작사 |
| 2002년 | - 김현정 5집 <나쁜사랑> 작사 - 김현정 5집 <나보다 널> 작사 - 김현정 5집 <순종> 작사 - 김현정 5집 <거미> 작사 - 강성훈 2집 <이미 시작된 사랑> 작사 - 데자부 1집 <TACKLE> 작사 |
| 2003년 | - 김현정 6집 <Hit me> 작사 - 김현정 6집 <풍선과 커플링> 작사 |
| 2004년 | - 김현정 7집 <태양 에너지> 작사 - 김현정 7집 <Don't you follow me> 작사 - 김현정 7집 <No.No.No.> 작사 - 김현정 7집 <2nd round> 작사 - 김현정 7집 <비형남자> 작사 - 김현정 7집 <연습> 작사 - 김현정 7집 <Acoustic love> 작사                                                                             |
| 2005년 | - 소울스타 1집 <바보> 작사 - 김현정 댄스리메이크 <아파요> 이용민 공동개사 - 김현정 댄스리메이크 <내사랑 Don'go> 개사 - 김현정 댄스리메이크 <Only you> 개사 - 김현정 댄스리메이크 <Let's go diva> 개사 - 김현정 댄스리메이크 <Fantasy> 이용민 공동개사 - 김현정 댄스리메이크 <친구는 다이알을 타고> 개사 |
| 2008년 | - 김현정 8집 <Night Club> 작사 - 김현정 8집 <Comeback To Me> 작사 - 김현정 8집 <보고싶을 때 보는 사람> 작사 |
| 2015년 | - 김현정 디지털 싱글 <작살> 공동 작사 - 김현정 미니앨범 <Attention> 작사, 작곡, 편곡 |

## 같이 보기
- 김현정의 음반 목록